# Lago Kuril
Il lago Kuril (in russo Курильское озеро, Kuril'skoe ozero) è un lago craterico situato vicino all'estremità meridionale della penisola russa della Kamčatka.
La caldera si formò circa 8400 anni fa, durante una massiccia eruzione vulcanica di magnitudo 7 dell'indice di esplosività vulcanica (VEI), che portò all'espulsione di 140-170 chilometri cubi di tefra. Ciò ne fa una delle eruzioni più potenti di tutto l'Olocene (vale a dire il periodo successivo all'ultima era glaciale). Le prime eruzioni probabilmente ebbero luogo in un lago, che si trovava sul sito attualmente occupato dall'odierno Kuril. Dopo che un cratere emerse sopra il livello delle acque, ebbero luogo in un primo tempo delle eruzioni di tipo pliniano; successivamente, si formarono flussi piroclastici che si propagarono in tutte le direzioni fino a 50 chilometri. Nelle vicinanze del lago si possono trovare strati di pietra pomice che possono raggiungere i 150 metri di spessore. La cenere cadde su ampie regioni della Kamčatka, diffondendosi principalmente a nord-ovest, dove è ancora rilevabile a 1000 chilometri di distanza. La camera magmatica svuotata crollò su sé stessa e si formò una caldera larga tra gli 8 e i 14 chilometri. L'eruzione era stata preceduta da almeno 1500 anni di dormienza.

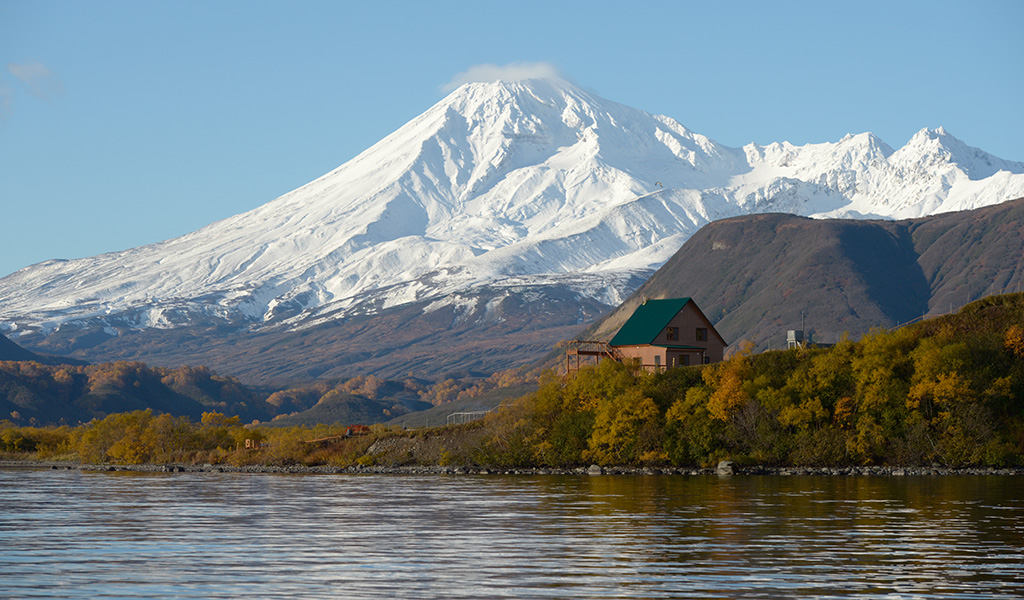
Il lago Kuril con il Kambal’naja Sopka sullo sfondo.

Dopo la creazione della caldera, si formarono i vulcani Il'inskaja Sopka a nord-est e Kambal’naja Sopka a sud-ovest del lago. Inoltre, si formarono diversi duomi di lava. Uno di questi è la Serdce Alaida, attualmente una piccola isola nel lago Kuril, che sorge da circa 300 metri di profondità.
Con una profondità massima di 316 metri, il lago Kuril è il secondo lago più profondo della Russia dopo il Bajkal. È situato a 104 metri sul livello del mare. Le terrazze circostanti mostrano che in passato il livello dell'acqua era fino a 150 metri più alto di quanto non lo sia oggi. Attualmente le acque del Kuril defluiscono nel fiume Ozernaja, che scorre verso ovest nel mare di Ochotsk; in passato era presente anche un altro emissario che scorreva verso est nell'oceano Pacifico.